# Cercomantispa finoti
Cercomantispa finoti är en insektsart som först beskrevs av Luisa Eugenia Navas 1915.  Cercomantispa finoti ingår i släktet Cercomantispa och familjen fångsländor. Inga underarter finns listade i Catalogue of Life.